# Caputxí de Spix
El caputxí de Spix (Cebus unicolor) és una espècie de primat de la família dels cèbids. Viu a la selva amazònica de Bolívia, el Brasil, Colòmbia i el Perú. El seu hàbitat natural són els boscos. És una espècie vulnerable per la caça. El seu nom específic, unicolor, significa ‘unicolor’ en llatí. Fins a principis del segle xxi fou considerat una subespècie del caputxí frontblanc (C. albifrons). Té una llargada de cap a gropa de 36,5-37,5 cm i la cua de 42-46 cm.